# وادفراداد سوم
وادفراداد سوم دومین شاه پارس می‌باشد. او حدوداً در تاریخ نیمه اول قرن یکم پیش از میلاد فرمانروایی می‌کرد. پس از او پسرش دارایان دوم جانشین او شد.